# 北京南苑空港

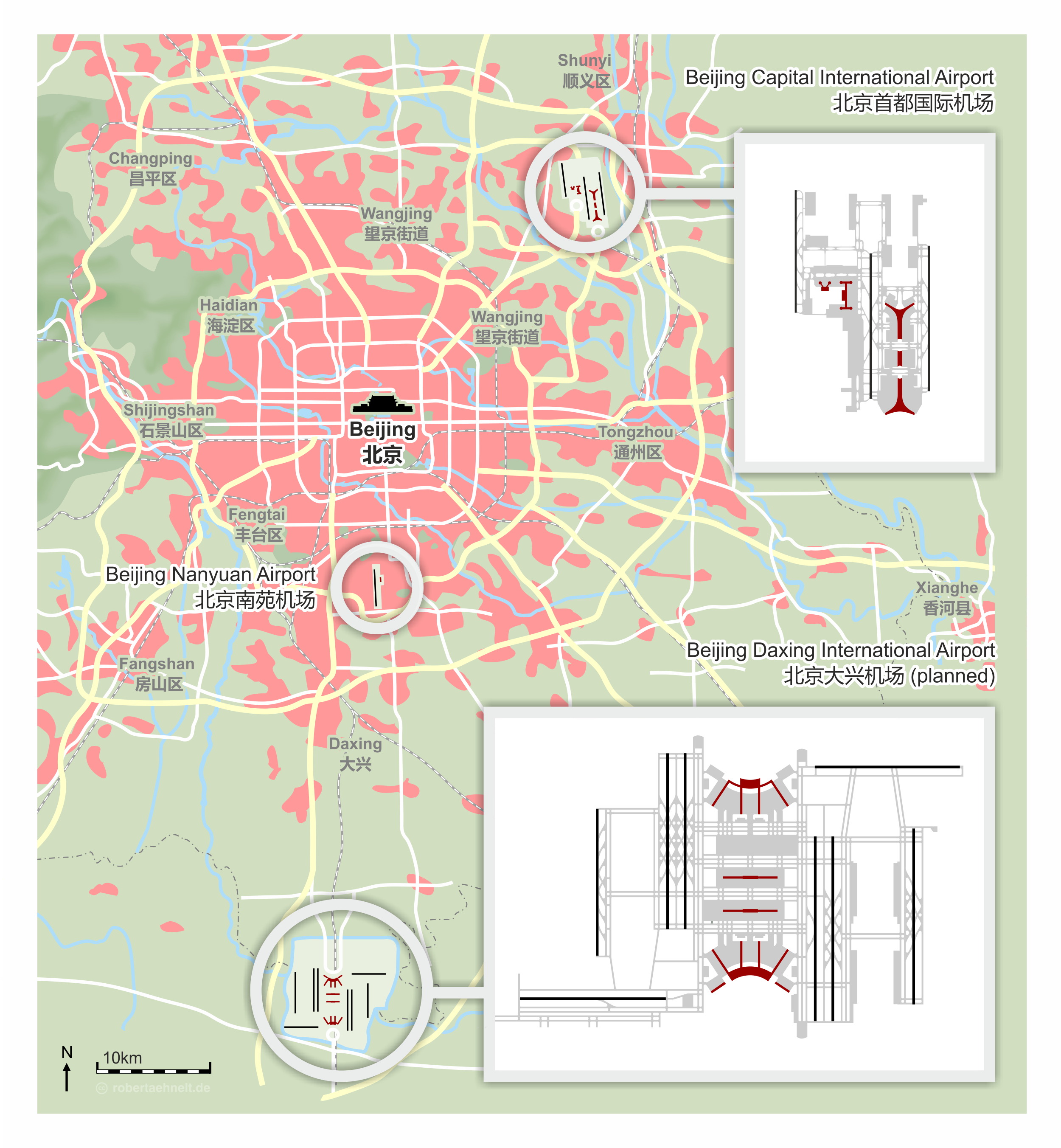
北京南苑空港

北京南苑空港（ペキンなんえんくうこう）はかつて中華人民共和国北京市豊台区に存在した軍民共用空港。1910年（宣統2年）に開港した中国最古の空港でもある。

## 概要
当時、中国聯合航空が拠点としており、国内線18路線を運航していた。
市内中心部から僅か13kmの場所に位置し、北京首都国際空港と比較して、市内へのアクセスが良いのが特徴である。2007年9月、6,000平方メートルの新ターミナルが完成した。
2007年12月11日、東京(羽田空港)との間に定期チャーター便を2008年8月の北京オリンピック期間中に就航させることを日中政府間で検討し、双方1日2便ずつ、計4便の運航が検討されていた。しかし、軍との調整が難航し、就航は事実上不可能となった。これに代わり、羽田空港と北京首都国際空港との間で運航させることとなった。
2019年9月25日に北京大興国際空港が開港したことを受け、9月28日までに民間航空機の離着陸がすべて終了し同年10月16日に閉鎖された。

## 歴史
紫禁城南にある南苑は古くは南海子とも呼ばれ、自然豊かな狩猟地として遼の時代より王族に愛され、四つの行宮があった。乾隆の代にそれらが西苑（三山五園）に移ると軍の駐屯地へと変わり、神機営、毅軍、新軍第4鎮や第6鎮、民国成立後は第3師や参戦軍が駐屯していた。現在も飛行場近辺に当時の兵舎の一部が残る。1904年に毅軍によってこの地に練兵場が作られ、のち新軍第6鎮が利用していた。1910年8月、清国政府は劉佐成と李宝浚に南苑練兵所に飛行機小試験廠を設置させ、のちに伝習所を設置。これが南苑空港の起源である。1913年9月1日、同地に南苑航空学校が開校する。

## 航空会社と就航していた都市
2008年7月現在
- 中国聯合航空：成都、大連、ハルビン、衢州、無錫、ハイラル、ウランホト、三亜、ウルムチ、重慶、臨沂、広州、オルドス、包頭、フフホト、楡林、ジャムス、満洲里、錦州
- 中国東方航空：成都